# أرماندو فلوريس
أرماندو فلوريس (بالإسبانية: Armando Flores)‏ هو موسيقي مكسيكي، ولد في 1973.

## وصلات خارجية
- أرماندو فلوريس على موقع IMDb (الإنجليزية)
- الموقع الرسمي